# Parc Nacional de Forollhogna
El Parc Nacional de Forollhogna (en noruec: Forollhogna nasjonalpark) és un parc nacional noruec situat als comtats de Sør-Trøndelag i Hedmark. El parc té una extensa vegetació i és una important reserva de rens salvatges. El parc es troba en els municipis de Tynset, Tolga, i Os (Hedmark) i en els de Holtålen, Midtre Gauldal i Rennebu (Sør-Trøndelag).
El paisatge del parc consisteix en grans zones d'alta muntanya, amb pendents suaus fins a les valls, una àrea sovint denominada "les suaus muntanyes". Aquí hi prospera un exuberant paisatge cultural format per tradicions agrícoles de la regió. Durant segles, les granges de muntanya han estat en ús durant l'estiu, i moltes encara ho estan.